# Éric Bruneau

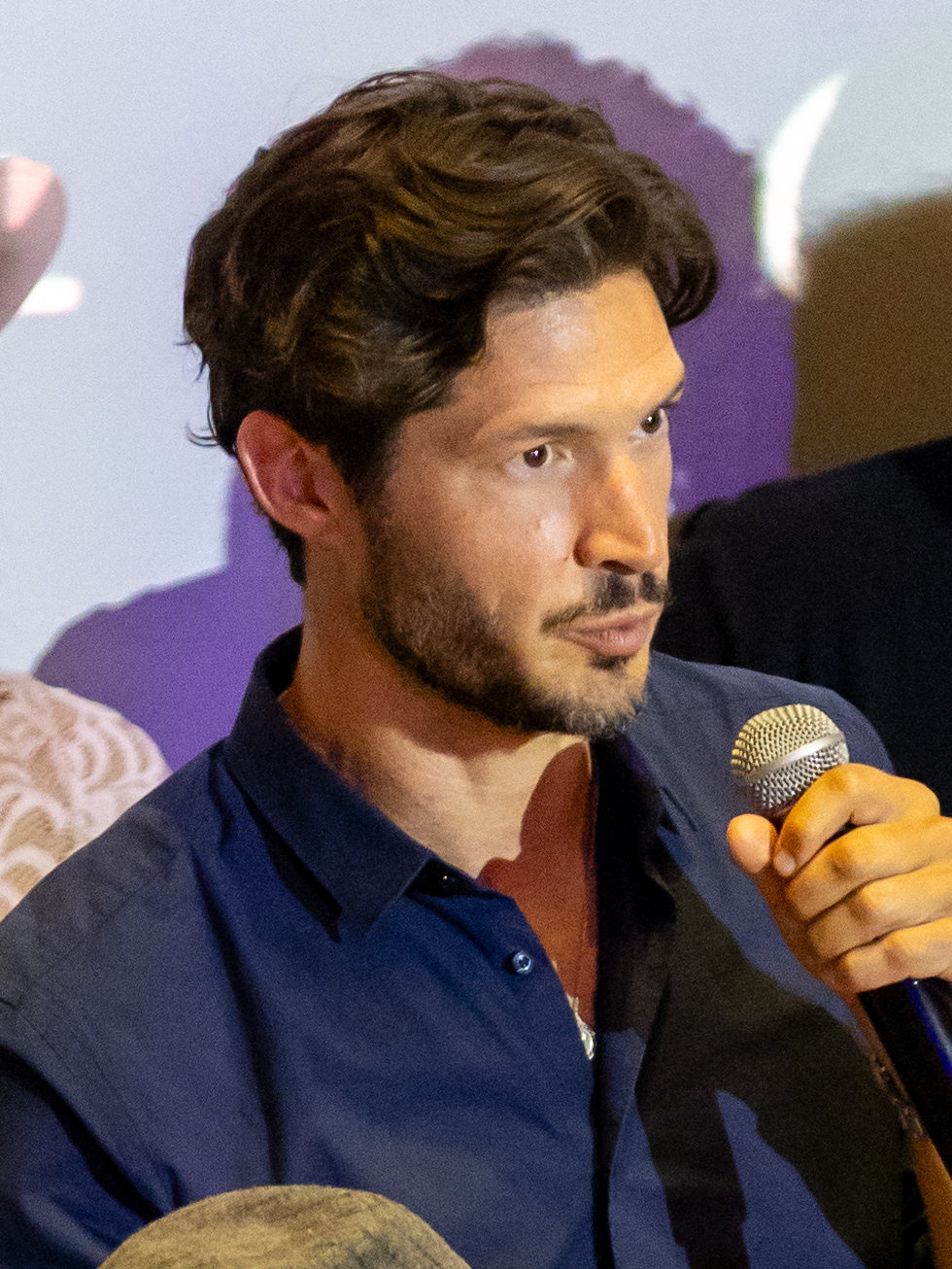
Éric Bruneau (2024)

Éric Bruneau (* 21. April 1983 in Saint-Jean-sur-Richelieu) ist ein kanadischer Filmschauspieler.

## Leben
Éric Bruneau wurde 1983 in Saint-Jean-sur-Richelieu geboren, einer Stadt im Süden von Quebec.
Gleich in seinem ersten Engagement, Les états-Unis d’Albert von André Forcier, erhielt Bruneau eine Hauptrolle.
Für die Fernsehserie Avant le crash, die von 2022 bis 2023 lief, schrieb er auch bei elf Folgen das Drehbuch.
In dem Thriller Crépuscule pour un tueur von Raymond St-Jean, der im März 2023 in die kanadischen Kinos kam, spielt er in der Hauptrolle den Killer Donald Lavoie. Ebenfalls eine Hauptrolle erhielt er in Forciers Tragikomödie Ababouiné, in der er einen Vikar spielt. In der kommenden Fernsehserie So Long, Marianne verkörpert Bruneau Leonard Cohens Cousin.

## Filmografie
- 2005: Les états-Unis d’Albert
- 2007: Ma fille, mon ange
- 2009: Les pieds dans le vide
- 2010: Musée Eden (Fernsehserie, 9 Folgen)
- 2010: Herzensbrecher (Les amours imaginaires)
- 2010–2014: Toute la vérité (Fernsehserie, 89 Folgen)
- 2011: Gerry
- 2011: Coteau rouge
- 2012: Laurence Anyways
- 2012: Adam & Ève (Fernsehserie, 5 Folgen)
- 2012: Tu m'aimes-tu? (Fernsehserie, 13 Folgen)
- 2013: Stay
- 2014: Le règne de la beauté
- 2014–2018: The Killer Inside (40 Folgen)
- 2016: Prémonitions (Fernsehserie, 10 Folgen)
- 2016–2018: Blue Moon (Fernsehserie, 30 Folgen)
- 2018: Der unverhoffte Charme des Geldes (La chute de l'empire américain)
- 2018: Le jeu (Fernsehserie, 10 Folgen)
- 2019: Goalie
- 2019–2022: Coroner – Fachgebiet Mord (Coroner, Fernsehserie, 23 Folgen)
- 2017–2019: Trop (Fernsehserie, 25 Folgen)
- 2021: Crisis
- 2022: Sugar
- 2022–2023: Avant le crash (Miniserie, 20 Folgen, bei 11 Folgen auch Drehbuch)
- 2022: Die Nacht, als Laurier erwachte (La nuit où Laurier Gaudreault s'est réveillé, Miniserie, 5 Folgen)
- 2023: Crépuscule pour un tueur
- 2023: Virage – Double Faute (Miniserie, 8 Folgen, auch Drehbuch)
- 2023: Unruly Passenger
- 2024: Ababouiné